# Phyllops falcatus
Phyllops falcatus — вид родини листконосові (Phyllostomidae), ссавець ряду лиликоподібні (Vespertilioniformes, seu Chiroptera). Це єдиний існуючих видів роду Phyllops, хоча два інші види, Phyllops vetus і Phyllops silvai, відомі зі скам'янілостей.

## Середовище проживання та екологія
Країни поширення: Кайманові острови, Куба, Домініканська Республіка, Гаїті. Лаштує сідала в деревах невеликими групами не більше п'яти осіб. Харчується плодами диких фігових дерев, кидаючи насіння по лісі й галявинах. Вони населяють ліси і паркові зони від рівня моря до 680 метрів, в тому числі вічнозелені листяні ліси. Нічні. 

## Фізичні характеристики
Кажан середнього розміру з щільним шовковистим сіро-коричневим хутром, яке спадає до блідішого кольору на низу. Є чотири невеликі плями чисто білого хутра на спині, по одній на кожному плечі й по одній за кожним з вух. Дорослі особини мають довжину голови й тіла від 5,5 до 6,5 см; розмах крил від 32 до 37 сантиметрів і важать від 16 до 23 грам, самиці більші самців. У них немає хвостів.